# Equitazione ai Giochi della XX Olimpiade - Dressage a squadre
La competizione del dressage a squadre di equitazione dei Giochi della XX Olimpiade si è svolta il giorno 7 settembre 1972 al Struttura Dressage Nymphenburg.

## Classifica finale
La classifica finale era determinata sommando i punteggi dei tre cavalieri di ogni nazione della prova individuale.
| Pos.    | Nazione          | Binomio                   | Binomio      | Risultato individuale | Risultato Totale |
| Pos.    | Nazione          | Cavaliere                 | Cavallo      | Risultato individuale | Risultato Totale |
| ------- | ---------------- | ------------------------- | ------------ | --------------------- | ---------------- |
| Oro     | Unione Sovietica | Elena Petuškova           | Pepel        | 1747                  | 5095             |
| Oro     | Unione Sovietica | Ivan Kizimov              | Ikhor        | 1701                  | 5095             |
| Oro     | Unione Sovietica | Ivan Kalita               | Tarif        | 1647                  | 5095             |
| Argento | Germania Ovest   | Liselott Linsenhoff       | Piaff        | 1763                  | 5083             |
| Argento | Germania Ovest   | Josef Neckermann          | Venetia      | 1706                  | 5083             |
| Argento | Germania Ovest   | Karin Schlüter            | Liostro      | 1614                  | 5083             |
| Bronzo  | Svezia           | Ulla Håkansson            | Ajax         | 1649                  | 4849             |
| Bronzo  | Svezia           | Ninna Swaab               | Casanova     | 1622                  | 4849             |
| Bronzo  | Svezia           | Maud von Rosen            | Lucky Boy    | 1578                  | 4849             |
| 4       | Danimarca        | Aksel Malling Mikkelsen   | Talisman     | 1597                  | 4606             |
| 4       | Danimarca        | Ulla Petersen             | Chigwell     | 1534                  | 4606             |
| 4       | Danimarca        | Charlotte Ingemann        | Souliman     | 1475                  | 4606             |
| 5       | Germania Est     | Gerhard Brockmüller       | Marios       | 1545                  | 4552             |
| 5       | Germania Est     | Wolfgang Müller           | Semafor      | 1521                  | 4552             |
| 5       | Germania Est     | Horst Köhler              | Imanuel      | 1486                  | 4552             |
| 6       | Canada           | Christilot Hanson-Boylen  | Armagnac     | 1615                  | 4418             |
| 6       | Canada           | Cindy Neale-Ishoy         | Bonne Année  | 1424                  | 4418             |
| 6       | Canada           | Lorraine Stubbs           | Venezuela    | 1379                  | 4418             |
| 7       | Svizzera         | Christine Stückelberger   | Granat       | 1528                  | 4383             |
| 7       | Svizzera         | Hermann Dür               | Sod          | 1466                  | 4383             |
| 7       | Svizzera         | Marita Aeschbacher        | Charlamp     | 1389                  | 4383             |
| 8       | Paesi Bassi      | Anny van Doorne           | Pericles     | 1480                  | 4309             |
| 8       | Paesi Bassi      | Cees Benedictus-Lieftinck | Turista      | 1420                  | 4309             |
| 8       | Paesi Bassi      | John Swaab                | Maharadscha  | 1409                  | 4309             |
| 9       | Stati Uniti      | Edith Master              | Dahlwitz     | 1480                  | 4283             |
| 9       | Stati Uniti      | John Winnett              | Reinald      | 1458                  | 4283             |
| 9       | Stati Uniti      | Lois Stephens             | Fasching     | 1345                  | 4283             |
| 10      | Gran Bretagna    | Lorna Johnstone           | El Farruco   | 1576                  | 4268             |
| 10      | Gran Bretagna    | Jennie Loriston-Clarke    | Kadett       | 1450                  | 4268             |
| 10      | Gran Bretagna    | Margaret Lawrence         | San Fernando | 1242                  | 4268             |